# Pamphagus meridionalis
Pamphagus meridionalis är en insektsart som beskrevs av Marius Descamps och Mounassif 1972. Pamphagus meridionalis ingår i släktet Pamphagus och familjen Pamphagidae. Inga underarter finns listade i Catalogue of Life.